# L'arte di correre sotto la pioggia
L'arte di correre sotto la pioggia è un romanzo di Garth Stein pubblicato il 1º gennaio 2008 negli Stati Uniti, dove è stato best seller del New York Times per 40 settimane. In Italia è stato pubblicato nel 2009 da Edizioni Piemme e presentato ufficialmente alla Fiera del libro di Torino 2009 alla presenza dell'autore.
È il terzo romanzo dello scrittore statunitense Garth Stein.

## Trama
(L'arte di correre sotto la pioggia)

### Situazione iniziale
Nella situazione iniziale del romanzo "L'arte di correre sotto la pioggia", incontriamo Denny Swift, un giovane pilota di auto da corsa professionista, anche se si ritrova per indisponibilità economica a lavorare in una officina. Denny è appassionato della sua carriera, ma è anche un uomo amorevole e premuroso verso sua figlia Zoe e sua moglie Eve. La loro famiglia è felice e unita, e Denny condivide un legame speciale con il suo cane, Enzo. Enzo, il narratore della storia amante della TV, osserva la vita di Denny con profonda saggezza e desidera essere reincarnato come un essere umano (questa teoria l’ha scoperta guardando un documentario sulla Mongolia) per poter comunicare con Denny, così nel suo periodo di vita “canina” impara molte cose sugli esseri umani e su come comportarsi. Dopo una breve introduzione sulla morte di Eve e sulle sue condizioni precarie, Enzo inizia a raccontare la sua storia, partendo da quando era un solo cucciolo. Poi tra Denny e Enzo si intromise Eve, anche se in un primo momento è fredda con Enzo poi tra i due si instaurerà un legame profondo dovuto all’amore che entrambi provano per la propria famiglia. Poi nascerà Zoe e poco dopo Eve incomincerà a stare male ed Enzo se ne accorge fin da subito.

### Rottura dell’equilibrio
Così una mattina, mentre Denny è via per una gara, Eve ha un improvviso malessere e va dai suoi genitori con Zoe lasciando Enzo da solo, che sarà in grado di gestire le sue necessità come il cibo e i bisognini, ma  durante la notte ha una cupa allucinazione che al ritorno di Denny gli costerà un rimprovero. Infatti appena Denny torna a casa si trova da solo con Enzo e preoccupato non sa che fare, così chiama i genitori di Eve e scopre che è là, dopo una sgridata a Eve si scopre che il pupazzo preferito di Zoe è stato distrutto e così Denny se la prenderà anche con Zo (Enzo) tirandogli uno schiaffo. Infine la situazione si calmerà, ma Eve non ne vuole sapere di andare all’ospedale. 

### Peripezie
Passano giorni, senza gravi accenni di malessere di Eve, fino a quando in una gita di famiglia Eve non si fa male e viene portata all’ospedale di corsa. Così si scopre che Eve ha un cancro al cervello e il dottore gli dà solo otto mesi di vita. Dopo alcune discussioni tra i Gemelli (i genitori di Eve) e Denny, si decide che Eve verrà spostata dall'ospedale a casa loro e più tardi si stabilisce che Zoe resterà da loro fino alla morte di sua madre, tutto questo per il suo bene. Così Denny ed Enzo si ritrovano da soli e vengono invitati in montagna dai numerosi parenti di Eve. Là Enzo avrà possibilità di “dimenticar l’educazione”, infatti Enzo, fin da piccolo, aveva deciso di essere il più educato possibile, per esempio non andando sotto il tavolo durante pranzo e cena, ma là in quel trambusto anche lui si cede alcune libertà. Al ritorno Enzo e Denny accompagnano anche una certa Annika, una ragazza di quindici anni che ci sta provando con Denny anche se lui non se ne accorge. infatti arrivati a casa Denny decide di ospitarla, ma lei si approfitta della sua stanchezza fisica e cerca di sedurlo con il suo corpo mentre Denny dorme, Enzo però aiuta Denny e lo sveglia. Così la situazione per ora si sistema e tutto torna alla normalità, tranne la mancanza di Zoe ed Eve. Inoltre Denny riesce a fare due giro sul circuito con Enzo, regalandogli la migliore esperienza della sua vita.

### Spannung
Un giorno, all’improvviso Eve muore, Denny, Enzo e Zoe sono disperati, ma se: 
(L'arte di correre sotto la pioggia)
Fin da subito i Gemelli cercarono di portargli via Zoe, credendo di potergli dare una educazione migliore anche per via della loro grande disponibilità economica, Denny rifiuta subito, contatta un avvocato e crede di avere la vittoria in pugno, ma all’improvviso gli arriva una denuncia per molestie. Denny si ritrova nei guai per quanto è successo con Annika e sta per piegarsi alla volontà dei Gemelli, ma interviene Enzo che gli dà una spinta per riuscire a farcela, infatti Denny è in gravi condizioni: si ritrova a dover pagare gli alimenti di Zoe, a pagare le cure mediche di Enzo (che si scopre che ha una malformazione dell’anca) e non può guadagnare tanti soldi, perché le gare sono in altri stati e per via della denuncia non si può muovere più di tanto, anche se con un colpo di fortuna ottiene una offerta di lavoro in Italia presso la Ferrari. Passano giorni e giorni e arriva il giorno dell’udienza che deciderà le sorti di Denny. Alla fine Annika confessa che non è successo nulla quella sera e tutto ciò che ha raccontato è quello che lei avrebbe voluto succedesse.

### Scioglimento
Così alla fine Denny riottiene la custodia di Zoe e felici possono partire per l’Italia, ma all’improvviso Enzo muore e Denny “lo lascia andare”. Otto anni dopo al circuito di Imola però Denny, grazie a sua figlia Zoe, incontra un ragazzo di nome Enzo, molto bravo a pilotare le macchine, anche se ancora piccolo, e appena scopre il suo nome decide di lasciargli il proprio numero di telefono, aggiungendo che gli insegnerà e che avrà la possibilità di guidare, quando secondo lui sarà il momento.

## Personaggi
Enzo: il narratore e cane di razza terrier-labrador (anche se in verità non se ne ha certezza), è un osservatore attento e intelligente della vita di Denny, il suo amato padrone. Attraverso i suoi occhi, vediamo l'amicizia profonda e l'amore incondizionato che ha per Denny.
Denny Swift: Una delle sue caratteristiche distintive è la sua dedizione e amore per la sua famiglia. È un padre affettuoso e premuroso per sua figlia Zoe e cerca costantemente di essere un modello positivo nella sua vita. La relazione tra Denny e Zoe è tenera e speciale, e si basa sull'amore reciproco e sulla fiducia.
Nel corso del romanzo, Denny affronta numerose avversità, tra cui problemi professionali, battaglie legali e difficoltà familiari. Nonostante le prove, Denny rimane resiliente e continua a lottare per il suo sogno di diventare un pilota di successo e per il benessere della sua famiglia.
Zoe: la figlia di Denny, è una figura fondamentale nella vita di Enzo, ma soprattutto nella vita di Denny. La loro relazione è dolce e affettuosa, mostrando l'importanza dell'amore familiare e della comprensione reciproca, inoltre è una bimba molto intelligente e astuta ed è molto brava a guidare le macchine fin dalla tenera età.
Eve: è la moglie di Danny e la madre di Zoe. È una persona amorevole e comprensiva, ma deve affrontare delle difficoltà nella sua salute durante la storia, mettendo a dura prova la sua forza interiore e il legame familiare. Anche se in un primo momento è fredda con Enzo poi tra i due si instaurerà un legame profondo dovuto all’amore che entrambi provano per la propria famiglia.
I genitori di Eve: i Gemelli, sono anch'essi personaggi importanti. Sebbene non vengano sviluppati in modo dettagliato nella storia, la loro presenza influenza la dinamica familiare, cercando di “danneggiare” Danny per riuscire a tenersi la nipotina Zoe e così dargli una educazione per loro giusta.
Annika: è una giovane e attraente ragazza coinvolta nella vita di Denny, creando tensioni all'interno della famiglia. La sua presenza non mette alla prova il rapporto tra Denny ed Eve, ma successivamente creerà problemi a Denny, anche se non per sua volontà.
Mike e Tony: sono due amici stretti di Denny e fanno parte del mondo delle corse automobilistiche. Rappresentano il sostegno e la solidarietà nelle sfide professionali e personali di Denny, offrendo il loro appoggio e la loro amicizia in momenti di bisogno, per esempio nei giorni in cui Denny doveva andare in tribunale Mike lo accompagnava e Tony si prendeva cura di Enzo.